# Caravaggio, il pittore maledetto
Caravaggio, il pittore maledetto è un film del 1941 diretto da Goffredo Alessandrini.
La pellicola è basata sulla vita del pittore italiano Michelangelo Merisi da Caravaggio.

## Trama
Nel 1588, Michelangelo Merisi, da Caravaggio, giunge giovanissimo a Roma, dove vuol mettere a frutto il suo talento pittorico. A causa del suo carattere violento e collerico e della sua abituale frequentazione di ambienti malfamati non riesce a mettere a frutto le proprie doti ed alterna momenti di grande benessere ad altri di miseria. Quando conosce il poeta Marino che ne diventa un sostenitore e lo aiuta, riesce ad ottenere importanti ordinativi presso committenti religiosi e laici.
Quando sembra ormai avviato su una sicura professione, uccide, per un contrasto relativo ad una donna, il rivale ed è per questo condannato a morte. Riesce però a fuggire e ripara a Malta. Anche nell'isola la sua capacità si impone e realizza numerose opere. Il suo valore è tale che viene nominato Cavaliere dell'ordine di Malta, carica che poi gli verrà revocata.

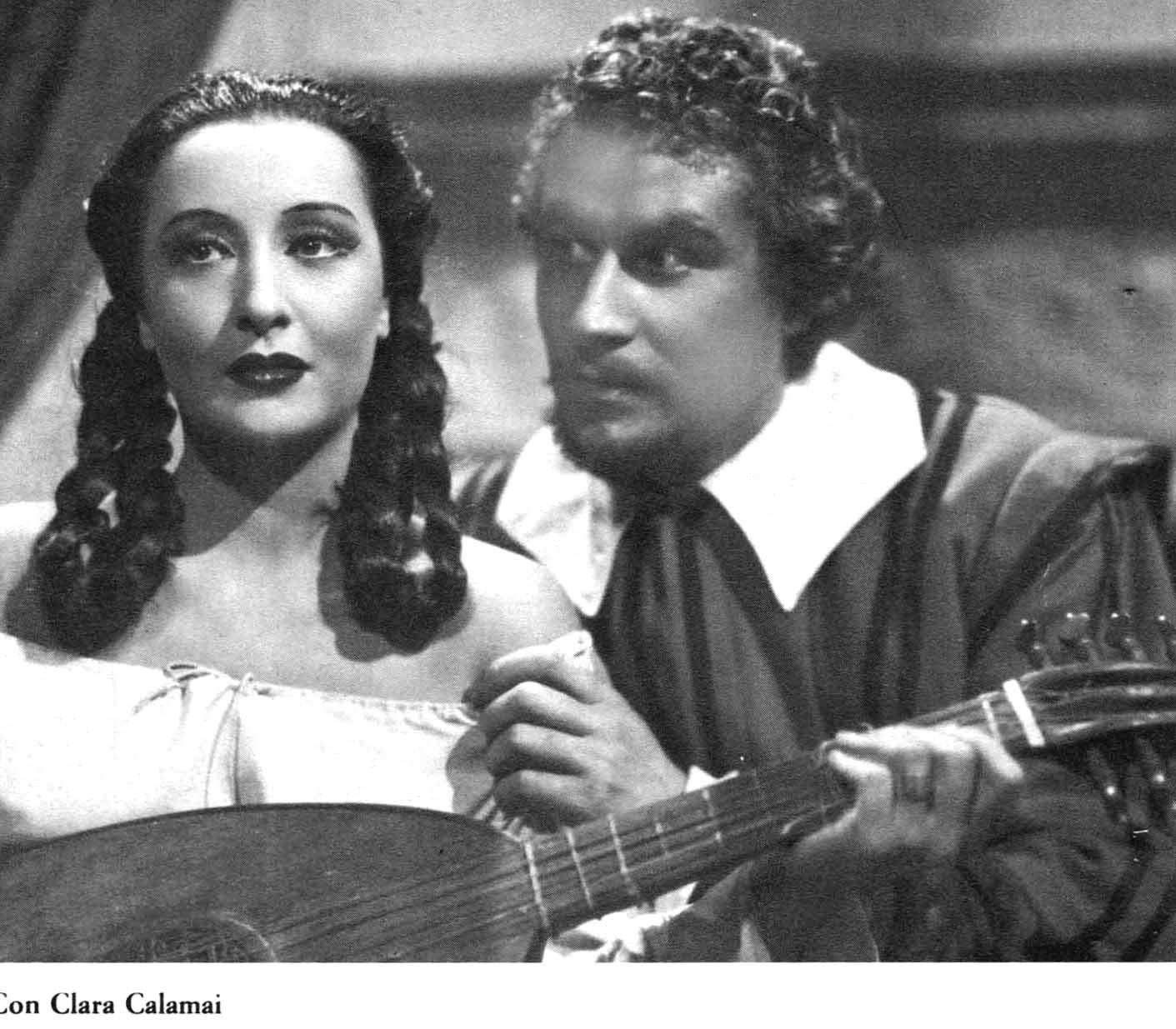
Clara Calamai e Amedeo Nazzari. foto di scena del film

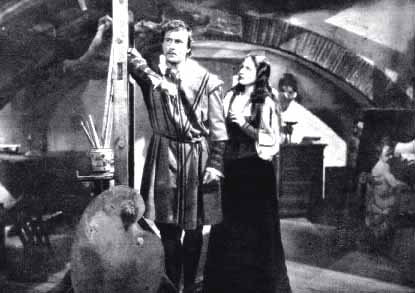
Amedeo Nazzari e Beatrice Mancini. Foto di scena

Settembre 1940. Il regista Alessandrini e lo scenografo D'Angelo consultano riproduzioni di quadri sul set di Caravaggio

Ma anche qui il suo pessimo carattere lo mette in urto con le autorità e, anche per nostalgia dell'Italia e di Roma, decide di rientrare clandestinamente, sfidando la condanna a morte che ancora pende su di lui. Durante il viaggio si ammala e, quando approda su una spiaggia della Maremma, le sue condizioni si aggravano e poco dopo muore in solitudine, non ancora quarantenne, in una palude, proprio nei giorni in cui un indulto papale gli avrebbe consentito di rientrare a Roma.

## Produzione
Nato su iniziativa di Renato Angiolillo, che organizzò i capitali necessari alla produzione del film, il Caravaggio fu la prima ed unica attività produttiva nel 1940 della neonata "Elica film", società che poi restò in attività nei due anni successivi, realizzando solo altre 4 pellicole. Data la particolare figura del personaggio per il soggetto si ricorse a Vittorio Verga, un pittore ed a Bruno Valeri, un nobile esperto e studioso di arte
Le riprese iniziarono presso il teatro n. 2 degli stabilimenti romani della SAFA al Palatino il 16 settembre del 1940 per concludersi nel dicembre dello stesso anno. Uscì poi sugli schermi nei primi mesi dell'anno successivo ed allo stato attuale, come per molte altre pellicole dell'epoca, non sono disponibili dati ufficiali sui risultati economici conseguiti dal film.

### Cast
Amedeo Nazzari, che interpretò la complessa figura del pittore lombardo, ha sostenuto in più occasioni che si trattò per lui del film più impegnativo tra tutti quelli sino ad allora realizzati:«Scrivete pure - dichiarò in una intervista durante la lavorazione - che la mia carriera di attore comincia da oggi. Sinora ero stato Nazzari, ma non avevo idea di cosa significasse interpretare un personaggio». Il suo impegno non fu soltanto artistico: «Per mesi, prima che iniziassero le riprese, Nazzari consulta biografie, vede quadri, discute d'arte con esperti».
La sua prova fu generalmente lodata nei commenti del tempo: su La Stampa venne definita «complessa, duttile, intelligentissima, certo la migliore di questo bravo interprete». Clara Calamai, invece, rievocando decenni dopo quel suo ruolo, lo assimilò senza entusiasmo a quelli di molti altri film cui prese parte in quel periodo: «Caravaggio, La regina di Navarra, La cena delle beffe, erano film di allora e quelle parti io le trovo tutte eguali»

### Scenografie
Di particolare interesse risultarono le scenografie ideate dal giovane architetto Salvo D'Angelo che furono oggetto di un esplicito apprezzamento in quanto ispirate nei motivi e nella scelta degli elementi, a quelli esistenti nei quadri dei grandi maestri: «D'Angelo è il primo a concepire l'organizzazione e l'allestimento delle sue scene con elementi presi in pieno dai più noti quadri» che, nel caso del film su Caravaggio, sono indicati in Vittore Carpaccio ed in motivi raffaelleschi.

## Distribuzione
Il film venne distribuito nel circuito cinematografico italiano il 6 febbraio del 1941.

## Accoglienza

### Critica

#### Commenti contemporanei
Il Caravaggio di Alessandrini fu abbastanza ben accolto dai commentatori del tempo, benché non mancassero le riserve. Infatti, secondo il Corriere della sera «per quattro quinti del film il personaggio c'è, rissoso, violento e protervo (ma) non si capisce assolutamente perché ad un certo punto gli autori si siano tanto preoccupati di riabilitarlo, rompendo il ritmo del film con la lunga ed untuosa cerimonia della consacrazione a cavaliere di Malta, tracollando alla fine con la falsa, stonata e gigionesca scena del delirio di Caravaggio». 

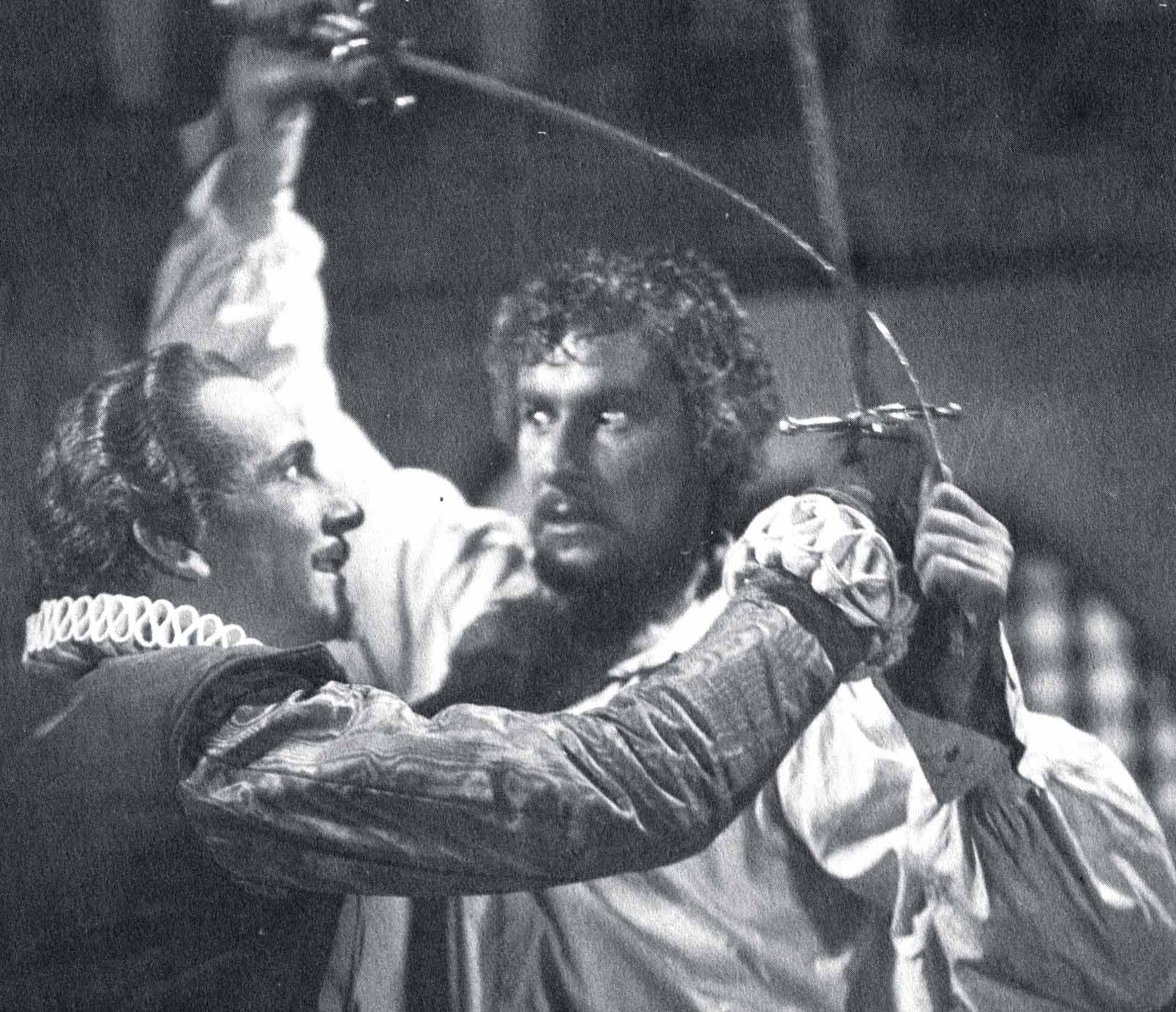
Nino Crisman e Amedeo Nazzari

Riserve che furono ribadite da Cinema: «Malgrado la buonissima volontà, malgrado un Nazzari in piena forma, malgrado tutto, insomma, questo Caravaggio manca troppo di umanità e scende troppo di rado su questa Terra (..) Il sottotitolo Il pittore maledetto non mantiene ciò che ha promesso». Stessa obiezione di Film: «Perché maledetto ?, il film non lo spiega troppo bene (ma) senza alcun dubbio questo Caravaggio è un film di primissimo ordine sia per le interpretazioni che per la felice ricostruzione storica. Alessandrini ha fatto, insomma, una bella cosa».

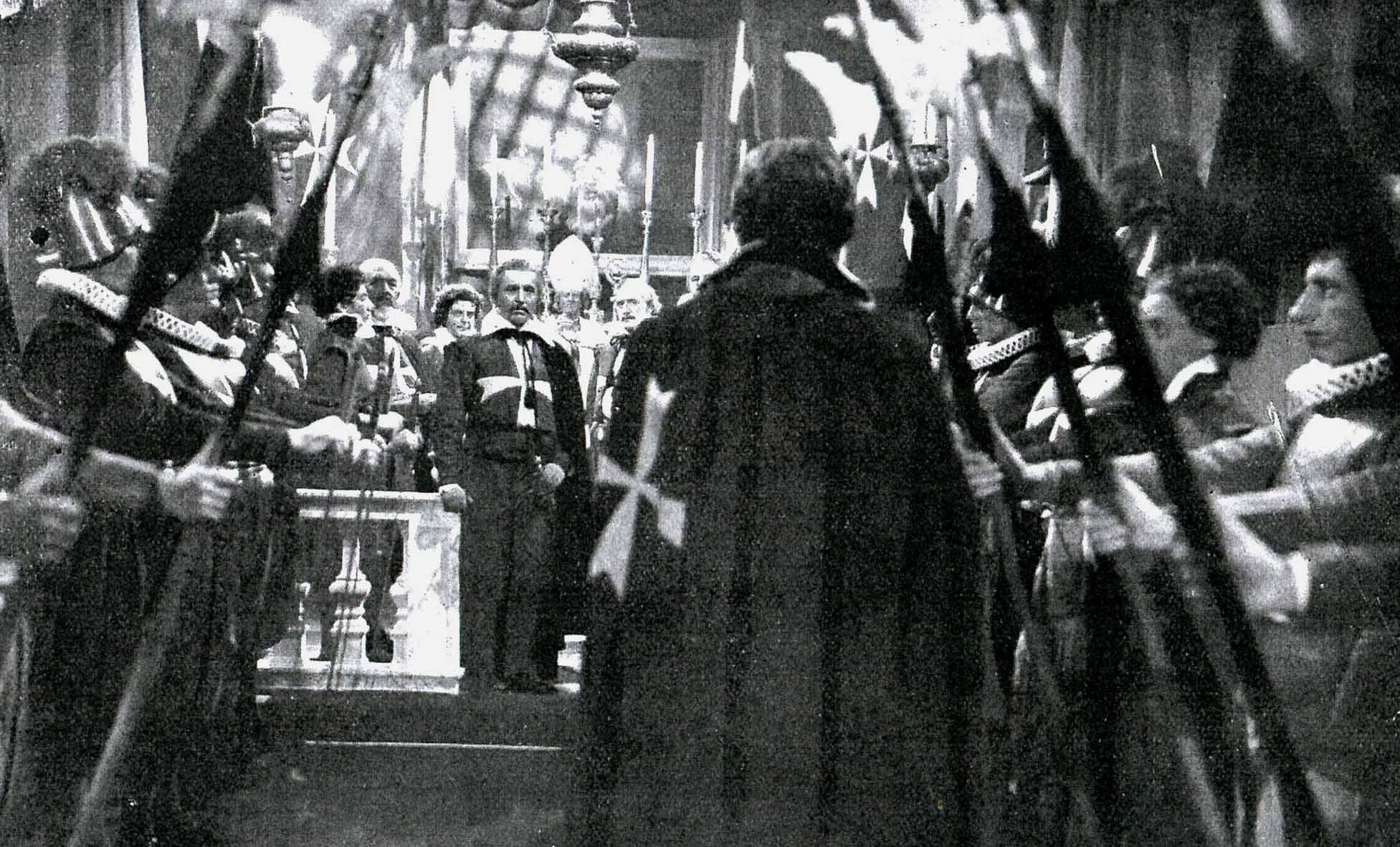
La nomina di Caravaggio quale Cavaliere di Malta, giudicata da alcuni commentatori un "falso storico"

Giudizio di luci ed ombre anche per la Stampa, secondo cui «soggettisti e sceneggiatori non sempre hanno visto la vera linea drammatica del personaggio e l'hanno qua e là impoverita con pagine inutili, ma il film è inscenato con grande ricchezza di mezzi ed è di pregevolissima, anzi squisita, fattura», mentre altri scelsero proprio un linguaggio derivato dalla pittura per esprimersi sul film. «Il Caravaggio di Alessandrini è un film di impegno, tecnicamente assai pregevole: egli cerca di vedere le cose in grande e non ci riesce perché non ha il temperamento di un affreschista, ma di un acquarellista».

#### Commenti successivi
Pochi i commenti retrospettivi. Nel dopoguerra il film venne giudicato molto negativamente da Cinema che nel 1951 definì il Caravaggio di Alessandrini una «falsificazione biografica da romanzo d'appendice, diretta da un regista mestierante». Valutazione poi rivista dapprima negli anni ottanta: «i film italiani in costume passavano di solito tra musi lunghi e battute ironiche, ma questo no. Caravaggio si fa seguire con attenzione sia nelle sale di prima visione che in quelle rionali», e, più recentemente dal Mereghetti che, pur riconoscendo il "falso storico" della nomina a cavaliere, lo definisce «film altrimenti bello da vedere».

### Riconoscimenti
Il Caravaggio ottenne due dei "Premi nazionali della cinematografia" messi in palio annualmente (e che venivano consegnati nella giornata di apertura della Mostra del cinema di Venezia) dal Ministero della cultura popolare per i vari settori artistici e tecnici del cinema italiano: Amedeo Nazzari fu premiato come migliore attore della stagione, mentre Riccardo Zandonai fu riconosciuto quale autore della migliore colonna sonora.